# Ratno Timoer
Ahmad Suratno, (Surabaya, 8 de març de 1942- Jakarta, 22 de desembre de 2002) més conegut com Ratno Timoer, és un actor, productor i director de cinema indonesi. Va ser el cinquè president general de l'Associació d'Artistes de Cinema d'Indonèsia (PARFI) que va ser elegit i va exercir durant el període 1984–1998 en substitució de l'anterior president general, Soekarno M. Noer. En la seva carrera d'actor, ha estat nominat a diversos premis, inclòs un Citra Cup del Festival de Cinema d'Indonèsia i va guanyar el premi al millor actor pel seu paper a la pel·lícula Cinta . No obstant això, el seu paper més famós és a la pel·lícula Si Buta dari Gua Hantu.

## Premis
- Millor actor al Festival de Cinema d'Indonèsia (FFI) a Bandung el 1976 per la pel·lícula Cinta.
- Actor més popular d'Àsia al Festival de Cinema Àsia Pacífic a Seül, Corea del Sud el 1973 per la pel·lícula Pendekar Bambu Kuning.

## Filmografia
- 1988 Revenge of the Ninja (director)
- 1987 Neraka perut bumi (director)
- 1985 Sunan Kalijaga & Syech Siti Jenar
- 1984 Golok Setan (director)
- 1984 Koral je justicier (director)
- 1983 Lebak membara
- 1982 Nyi blorong
- 1982 Sangkuriang
- 1972 Pedakar bambu kuning
- 1968 Jakarta-Hong Kong-Macau